# Горки (Ломоносовский район)
Горки — деревня в Лопухинском сельском поселении Ломоносовского района Ленинградской области.

## История
Впервые упоминается в Писцовой книге Водской пятины 1500 года как сельцо Горка в Ильинском Заможском погосте Копорского уезда.
Затем как деревня Gorka by в Заможском погосте в шведских «Писцовых книгах Ижорской земли» 1618—1623 годов.
На карте Ингерманландии А. И. Бергенгейма, составленной по шведским материалам 1676 года, обозначена деревня Garka.
На шведской «Генеральной карте провинции Ингерманландии» 1704 года — деревня Gårka, а к северу от неё Samoskoi Rÿsskÿrka.
Деревня Горка и к северу от неё Руски церковь упомянуты на «Географическом чертеже Ижорской земли» Адриана Шонбека 1705 года.
Деревня Горка при погосте Горки, обозначена на карте Ингерманландии А. Ростовцева 1727 года.
На карте Санкт-Петербургской губернии Я. Ф. Шмидта 1770 года упоминается деревня Горка.
На карте Санкт-Петербургской губернии Ф. Ф. Шуберта 1834 года обозначена деревня Горки, состоящая из 23 крестьянских дворов.
Согласно 8-й ревизии 1833 года деревня Горки принадлежала статскому советнику А. Я. Никонову.

ГОРКИ — деревня принадлежит наследникам господина Никонова, число жителей по ревизии: 20 м. п., 14 ж. п.

В оной церковь каменная во имя Святой Троицы. (1838 год)

В пояснительном тексте к этнографической карте Санкт-Петербургской губернии П. И. Кёппена 1849 года, она записана как деревня Gorki (Горки) и указано количество её жителей на 1848 год: ингерманландцев-савакотов — 16 м. п., 21 ж. п., всего 37 человек, ижоры — 8 человек, русских — 7 человек. Ижоры и русские относились к православному Дятлицкому Покровскому приходу.
На карте профессора С. С. Куторги 1852 года также отмечена деревня Горки.

ГОРКИ — деревня инженер-полковника Белио, по просёлочной дороге, число дворов — 8, число душ — 24 м. п. (1856 год)

Согласно 10-й ревизии 1856 года деревня Горки принадлежала жене подполковника Екатерине Фёдоровне Белио и помещику Павлу Алексеевичу Киткину.

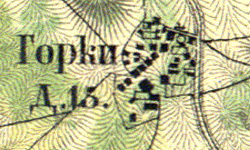
Деревня Горки на карте 1860 года

Согласно «Топографической карте частей Санкт-Петербургской и Выборгской губерний» в 1860 году деревня называлась Горки и насчитывала 15 крестьянских дворов.

ГОРКА — деревня владельческая при колодцах, число дворов — 12, число жителей: 51 м. п., 31 ж. п. (1862 год)

В 1868—1884 годах временнообязанные крестьяне деревни выкупили свои земельные наделы у Е. Ф. Билло и стали собственниками земли.
В конце XIX века деревня административно относилась к Медушской волости 2-го стана Петергофского уезда Санкт-Петербургской губернии, в начале XX века — 3-го стана.
К 1913 году количество дворов в деревне уменьшилось до 14.
С 1917 по 1922 год деревня входила в состав Никольского сельсовета Медушской волости Петергофского уезда.
С 1922 года в составе Медушского сельсовета.
С 1923 года в составе Троцкого уезда.
С 1924 года в составе Центрального сельсовета.
Согласно данным переписи населения СССР 1926 года в деревне Горки проживали 118 человек — все русские.
С февраля 1927 года в составе Гостилицкой волости. С августа 1927 года в составе Ораниенбаумского района.
В 1928 году население деревни Горки также составляло 118 человек.

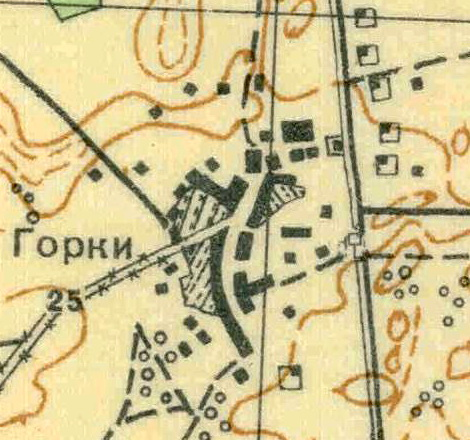
План деревни Горки. 1930 год

Согласно топографической карте 1930 года деревня насчитывала 25 дворов.
По данным 1933 года деревня называлась Горка Будёновка и входила в состав Центрального сельсовета Ораниенбаумского района.
С 1 августа 1941 года по 31 декабря 1943 года деревня находилась в оккупации.
С 1960 года в составе Лопухинского сельсовета.
С 1963 года в составе Гатчинского района.
С 1965 года вновь в составе Ломоносовского района. В 1965 году население деревни Горки составляло 182 человека.
По данным 1966, 1973 и 1990 годов деревня Горки также входила в состав Лопухинского сельсовета.
В 1997 году в деревне Горки Лопухинской волости проживали 108 человек, в 2002 году — 72 человека (русские — 90 %), в 2007 году — 83.

## География
Деревня расположена в юго-западной части района на автодороге 41К-026 (Лопухинка — Шёлково), к югу от административного центра поселения, деревни Лопухинка.
Расстояние до административного центра поселения — 5 км.
Расстояние до ближайшей железнодорожной станции Копорье — 35 км.

## Демография
| 1838 | 1848 | 1862 | 1997 | 2002 | 2007 | 2010 |
| ---- | ---- | ---- | ---- | ---- | ---- | ---- |
| 34   | ↗52  | ↗82  | ↗108 | ↘72  | ↗83  | ↗105 |
| 2017 |      |      |      |      |      |      |
| ↗124 |      |      |      |      |      |      |